# Španělská ústava z roku 1812
Politická ústava španělské monarchie (španělsky: Constitución Política de la Monarquía Española), také známá jako ústava z Cádizu nebo jako La Pepa (neboť byla přijata na svátek svatého Josefa) byla první ústavou Španělska a jednou z prvních kodifikovaných ústav ve světové historii. Ústava byla přijata 19. března 1812 na zasedání generálních kortesů (stavů) v Cádizu, což byl první španělský zákonodárný sbor, který zahrnoval delegáty z celé země, včetně španělské Ameriky a Filipín. S výjimkou prohlášení římského katolicismu za státní a jediné legální náboženství ve Španělsku byla ústava jednou z nejliberálnějších své doby. Potvrzovala národní suverenitu, dělbu moci, svobodu tisku, svobodné podnikání a založila konstituční monarchii s parlamentním systémem. Byla to jedna z prvních ústav, která vyhlásila všeobecné volební právo (pro muže), jež nebylo limitováno ani majetkem, ani gramotností. Rozšířila politická práva na španělskou Ameriku a Filipíny. Když se v roce 1814 vrátil k moci král Ferdinand VII., rozpustil generální kortesy a zrušil ústavu, čímž obnovil absolutní monarchii. Ústava byla obnovena během Trienio Liberal (1820–1823) a znovu v letech 1836–1837, než progresivisté připravili ústavu z roku 1837. Španělská ústava z roku 1812 byla důležitým vzorem pro pozdější ústavy ve Španělsku a španělské Americe, například mexické z roku 1824.